# Chaussenans
Chaussenans é uma comuna francesa na região administrativa de Borgonha-Franco-Condado, no departamento de Jura. Estende-se por uma área de 4,4 km². Em 2010 a comuna tinha 104 habitantes (densidade: 23,6 hab./km²).